# Klenk Holz
Die Klenk Holz GmbH ist ein 1904 gegründetes Unternehmen der Holzindustrie.

## Geschichte
Im Jahre 1904 gründete Albert Klenk die Sägemühle, die 1946 von Eugen und Hermann Klenk im Alter von 17 und 15 Jahren übernommen wurde. 1960 begann das Unternehmen mit der Schalungsplattenherstellung für die Baubranche. 1972 nahm Klenk eine dritte Gattersäge in Betrieb, die Produktion von Dreischichtplatten begann. Mit dem Bau eines Zerspanerwerkes 1975 wurde die Gattersäge teilweise abgelöst. 1985 erfolgte der Einbau der ersten Profilierlinien. Abfälle, die durch die Entrindung von Rundholz anfallen, werden seit 1976 in einer vollautomatischen Rindenverbrennunganlage verwertet; 1994 wurde ein Heizkraftwerk mit Kraft-Wärme-Kopplung installiert. 1982 übernahm Klenk das Werk in Gaildorf. Durch weitere Übernahmen wuchs das Unternehmen: So übernahm Klenk 1996 Arbor Holz in Baruth/Mark, die Tochtergesellschaft hiwo übernahm 2000 das Sägewerk Waldburg-Wolfegg in Wolfegg und wurde 2001 Mehrheitseigner der TTW Waldpflege. 2002 nahm Klenk in Volgelsheim ein neues Starkholz-Sägewerk in Betrieb, das 2007 zum Profilierwerk ausgebaut wurde.
1999 erfolgte die Gründung der Aktiengesellschaft. Am 22. August 2013 teilte die Private-Equity-Gesellschaft The Carlyle Group die Übernahme der Klenk Holz AG mit. Verkäufer war eine Treuhandgesellschaft deutscher Banken. Das Kapital stellten Carlyle Strategic Partners (CSP).
Am 29. September 2017 teilte Carlyle den Verkauf an das österreichische Unternehmen Binderholz mit.
Im April 2018 erfolgte der Formwechsel zur Klenk Holz GmbH.

## Unternehmen

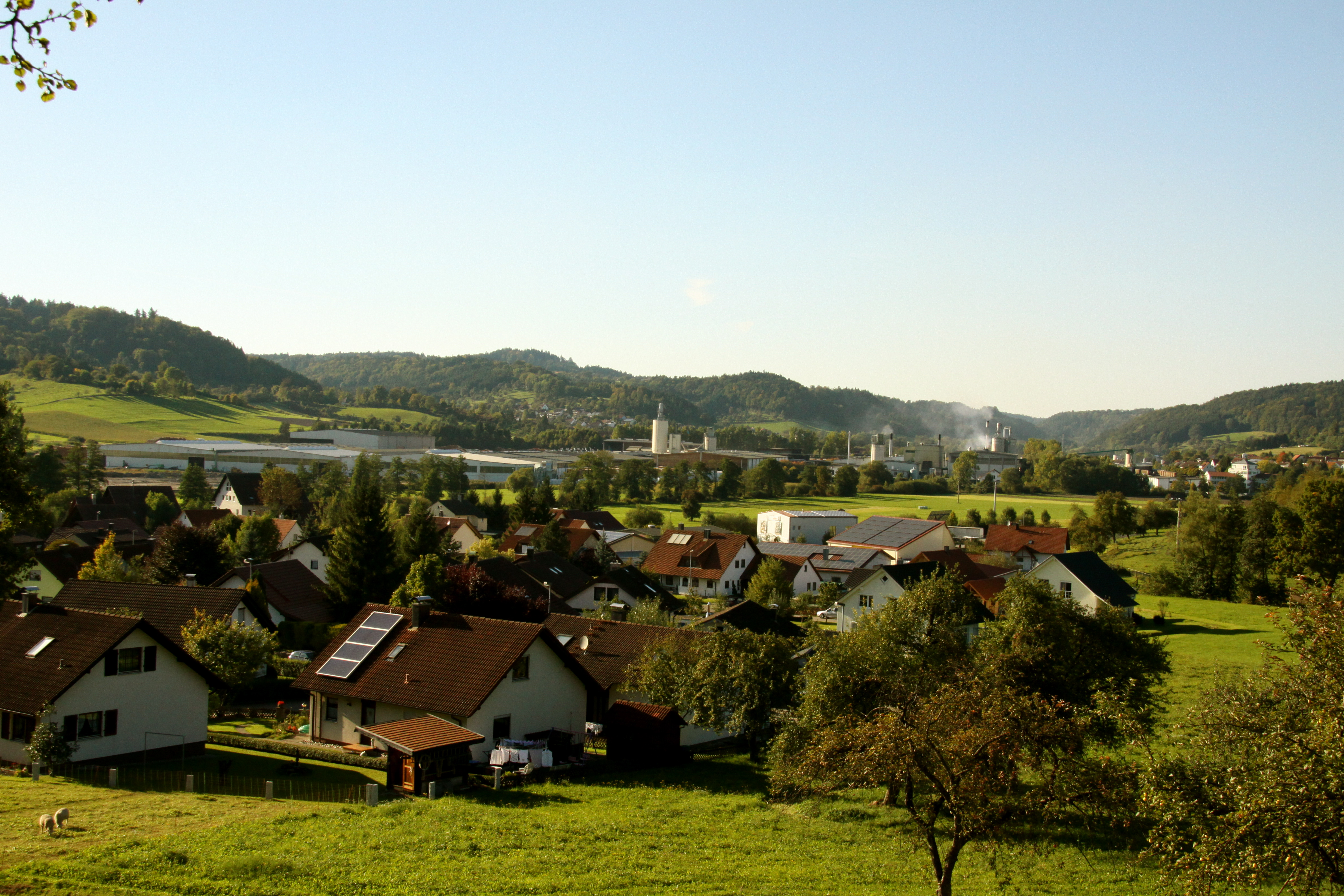
Unternehmenssitz in Oberrot. Im Vordergrund der Oberroter Ortsteil Hausen an der Rot.

30 % der erzeugten Produkte gehen in den Export. Das Unternehmen ist in der Branche, neben der österreichischen Klausner-Gruppe, eines der führenden Unternehmen in Europa. Der Gesamteinschnitt des Unternehmens in vier Sägewerken liegt bei etwa 2 Mio. Festmeter.

## Unternehmensstruktur
Zur Klenk Holz GmbH gehören die Werke in Oberrot (Zentrale), in Baruth sowie die Tochtergesellschaften hiwo mit einem Werk in Wolfegg und die TTW Waldpflege GmbH mit Sitz in Oberrot.
Am 31. März 2009 wurde vor Gericht in Colmar für die Tochter Klenk Holz France SAS ein Antrag auf die Eröffnung eines Insolvenzverfahrens eröffnet. Im selben Jahr wurde das Werk in Volgelsheim von der Schweizer Schilliger Holz AG übernommen. Das Insolvenzverfahren wurde 2012 abgeschlossen und die Tochtergesellschaft liquidiert.
| Standort                      | Oberrot (Stammwerk)                                                                                   | Baruth                                                            | Wolfegg                                              |
| ----------------------------- | --- | ----------------------------------------------------------------- | ---------------------------------------------------- |
| Art des Produktionsstandortes | Sägewerk mit einer Einschnittleistung von 750.000 Fm                                                  | Sägewerk mit einer Einschnittleistung von 1 Mio. Fm               | Sägewerk mit einer Einschnittleistung von 250.000 Fm |
| Verarbeitete Holzart          | Fichte, Tanne, Douglasie                                                                              | Kiefer                                                            | Fichte, Tanne                                        |
| Hergestelltes Produkt         | Schnittholz, Hobelware, Profilholz, Massivholzplatten, Schalungsplatten, Presspanpaletten und -klötze | Schnittholz, Hobelware, Profilholz, Gartenholz, Konstruktionsholz | Schnittholz, Hobelware, Profilholz                   |